# Tuszyn
Tuszyn è un comune urbano-rurale polacco del distretto di Łódź Est, nel voivodato di Łódź.
Ricopre una superficie di 128,87 km² e nel 2004 contava 11 655 abitanti.